# La vida íntima de Marco Antonio y Cleopatra
La vida íntima de Marco Antonio y Cleopatra és una pel·lícula de comèdia històrica mexicana de 1947 dirigida per Roberto Gavaldón i protagonitzada per Luis Sandrini, María Antonieta Pons i Víctor Junco.

## Argument
L'esperit de Marco Antonio es troba amb un altre esperit que li convida a conèixer a Cleopatra.

## Repartiment
- Luis Sandrini com Marc Antoni.
- María Antonieta Pons com Cleopatra.
- Víctor Junco com Octavi.
- José Baviera com Juli.
- Rafael Banquells com Marc Antoni.
- Conchita Carracedo com Elena.
- Carlos Villarías com Septimi.
- Julián de Meriche com Ptolemeu.
- Stephen Berne com Gladiador sense cabellera (no acreditat).
- Fernando Casanova (no acreditat).
- Julio Daneri com a Guàrdia pretorià (no acreditat).
- Pedro Elviro com a Ministre egipci (no acreditat).
- Jesús Graña com a Ministre egipci (no acreditat).
- Juan José Laboriel com a Esclau (no acreditat).
- Bertha Lehar com a Senyora Bernales (no acreditada).
- Miguel Manzano com a Policia egipci (no acreditat).
- Francisco Pando com a Membre del senat (no acreditat).
- Humberto Rodríguez com a Ciutadà romà (no acreditat).
- Hernán Vera com Depilo (no acreditat).